# مکمل‌گرایی
مکمل‌گرایی (انگلیسی: Complementarianism) دیدگاهی است در مسیحیت، یهودیت و اسلام، که مردان و زنان نقش‌ها و مسئولیت‌های متفاوت اما مکمل در ازدواج، زندگی خانوادگی و رهبری مذهبی دارند. برخی از مسیحیان کتاب مقدس را به عنوان تجویز مکمل‌گرایی تفسیر می‌کنند، و بنابراین به نقش‌های جنسیتی که زنان را از وظایف خاص خدمت در جامعه بازمی‌دارد، پایبند هستند. اگرچه زنان ممکن است از برخی نقش‌ها و کار منع شوند، اما از نظر ارزش اخلاقی و موقعیت برابر به نظر می‌رسند. عبارتی که برای توصیف این مورد استفاده می‌شود «از نظر هستی‌شناسی برابر، از نظر عملکردی متفاوت است».